# Owenia vernicosa
Owenia vernicosa är en tvåhjärtbladig växtart som beskrevs av Ferdinand von Mueller. Owenia vernicosa ingår i släktet Owenia och familjen Meliaceae. Inga underarter finns listade i Catalogue of Life.